# 2000's Pop Tour
El 2000's Pop Tour (pronunciado Dosmiles Pop Tour) fue un concepto musical producido por BOBO Producciones en México, el cual consistía en una gira en conjunto que reunía a múltiples artistas y grupos de habla hispana para cantar los más grandes éxitos de sus respectivas carreras, las cuales proliferaron en la década de los dosmil. La gira surgió como respuesta al éxito obtenido por su precursor, el 90's Pop Tour, producido por la misma compañía, liderada por Ari y Jack Borovoy. 
El elenco inicial de la gira estaba conformado por Dulce María, Motel, Kudai, Yahir, PeeWee, Bacilos, Fanny Lu, Playa Limbo, Nikki Clan, Paty Cantú y Kalimba, los cuales conformaron la primera etapa, que comprendió del 10 de junio al 17 de noviembre de 2022.
En su segunda etapa, María León se unió al proyecto, mientras que Dulce María, PeeWee, Bacilos, Playa Limbo y Kalimba se retiraron.

## Antecedentes
En 2017 dio inicio el proyecto musical 90's Pop Tour creado por BOBO Producciones, reuniendo a varios exponentes del pop de habla hispana que se dieron a conocer en la década de los noventa, tales como Fey, OV7, JNS, Aleks Syntek, entre otros, y se extendió a lo largo de tres etapas y varios cambios de elenco hasta culminar en 2019. 
En el año 2021 se anunció la reanudación de la gira con un nuevo elenco, extendiéndose hasta el 2022. Fue entonces cuando se anunció el 2000's Pop Tour como un proyecto hermano, enfocado en la música y los artistas de la década siguiente.
El anuncio oficial del proyecto se llevó a cabo el 18 de enero de 2022 en la Arena Ciudad de México, a través de una conferencia de prensa conducida por Omar Chaparro y Ari Borovoy. En ella se reveló al elenco inicial de la gira conformado por Motel, Kudai, Yahir,  PeeWee, Bacilos, Fanny Lu, Playa Limbo, Nikki Clan y Paty Cantú. Algunos integrantes de la gira no estuvieron de manera física, sino a través de videollamada.
Ari Borovoy, productor del concepto, no descartó la adición de más artistas a lo largo de la gira, comentando que se tuvo pláticas con varios cantantes más, los cuales no pudieron unirse por conflictos con las fechas de sus proyectos personales, entre otros motivos.
Durante la conferencia de prensa, Ari Borovoy comentó:

«Cuando cambió el año de 1999 al 2000 había mucha incertidumbre de lo que iba a pasar, la música cambió muchísimo, llegaron corrientes muy distintas y todo eso es con lo que queremos arrancar este 2000s Pop Tour. Es un concepto que surgió en mi cabeza y ahora es una realidad».

El 16 de marzo de 2022, Dulce María, quien formara parte de los grupos mexicanos Jeans y RBD, fue anunciada como una integrante más del elenco a través de las redes oficiales del proyecto.
El 22 de abril de 2022, se dio a conocer al cantante mexicano Kalimba como el último integrante del elenco a través de las redes sociales de la gira.
El 7 de diciembre de 2022 se dio a conocer a través de redes sociales la incorporación de María León al elenco principal de la gira.

## Formato
El 2000's Pop Tour seguirá la misma línea que el 90's Pop Tour, utilizando el mismo escenario en 360 grados, así como la producción de luces y pantallas. Se espera que se maneje un formato similar en donde los artistas interpretarán sus propios temas, pero también harán colaboraciones o incluso podrían interpretar temas de otros artistas de la gira. 
Se asume también que contarán con una versión alternativa para escenario italiano y para palenques, manteniéndose el repertorio y los elementos visuales en pantalla, pero adaptando las presentaciones a la infraestructura menor en tamaño.
La producción será la misma que maneja el 90’s Pop Tour, esta producción está liderada por Jaime Flores y Erick Montiel. 

## Listado de canciones
El siguiente es el repertorio correspondiente a la fecha del 10 de junio de 2022.
1. Caraluna
2. Chiquilla
3. Piérdeme el Respeto
4. Fanfarrón
5. Déjame gritar
6. Las curvas de esa chica
7. La locura
8. Jamás
9. Inevitable
10. Y te vas
11. Déjame ir
12. Se te olvidó
13. Somos aire
14. Este corazón
15. Que bello
16. Ya nada queda
17. Lejos estamos mejor
18. Celos
19. Mirame (Overkill)
20. Corazón bipolar
21. Perderme contigo
22. A labio dulce [Acto Sorpresa Iskander]
23. No me quiero enamorar
24. Olvídame
25. Suerte
26. Niñas mal
27. Persiana americana
28. Escapar
29. Alucinado
30. No te pido flores
31. Sabes a chocolate
32. El tiempo de ti/Tocando fondo
33. Por besarte
34. No pares
35. Tabaco y chanel
36. El eco de tu voz
37. Solo quédate en silencio
38. Afortunadamente no eres tú
39. Sin despertar
40. Dime ven
41. Tu corazón lo sabe (Lat'n Party)
42. Aún hay algo
43. Tras de mí
44. Tú no eres para mí
45. Na na na (Mi dulce niña)
46. No me digas que no (Boy like you)
47. Mi primer millón

NOTAS
- El 20 de agosto de 2022 en Guadalajara Alexander Acha apareció como artista invitado interpretando Te Amo.
- Las canciones interpretadas por Belinda en sus participaciones fueron Ángel, Luz Sin Gravedad, Nada, Libertad Bailala, Amor a Primera Vista, Lo Siento, Vivir, Dopamina, Bella Traición y Boba Niña Nice, además de Muriendo Lento junto a Motel y Kalimba y Sueño de Ti junto a Motel.
- Después de integrarse a la gira María León interpreta los temas Sola, El Tiempo De Ti, El Eco De Tu Voz y Pierdeme El Respeto.
- Los días 24 y 25 de febrero de 2023 el grupo JotDog apareció como artista invitado interpretando los temas Corazón de Metal, Hasta Contar a Mil y Las Pequeñas Cosas junto a María León.
- Los días 24 y 25 de febrero de 2023 y 28 de abril de 2023 María Daniela y Su Sonido Lasser apareció como artista invitado interpretando los temas Miedo, Chicle de Menta, Duri Duri y Pobre Estúpida.
- El 28 de abril de 2023 el grupo Genitallica apareció como artista invitado interpretando los temas Borracho, Que Fue Lo que Paso y Ya Nada es Igual.
- El 5 de agosto de 2023 en la CDMX Álex Ubago apareció como artista invitado interpretando los temas Que Pides Tu, Estar Contigo junto a Yahir y Kalimba, Aunque No Te Pueda Ver, A Gritos de Esperanza junto a Motel y Sin Miedo A Nada junto a Paty Cantú.
- El 5 de agosto de 2023 en la CDMX el grupo La Nueva Banda apareció como artista invitado interpretando los temas El Nuevo Timbiriche, Aunque Digas y Tú, Tú, Tú.
- El 5 de agosto de 2023 en la CDMX el elenco de múltiples telenovelas infantiles se reunieron interpretando los temas El Diario de Daniela, Locos de Amor, Amigos x Siempre, Aventuras en El Tiempo, Amistad, La Fuerza de la Amistad, Carita de Ángel, Cómplices, Alcanzar la Libertad, Superstars, Quiero, Quiero, Las Divinas, A Coro y El Baile del Sapito, dando inicio al concepto 2000's X Siempre.
- El 26 de agosto del 2023 en Monterrey Miguel Martínez se integró al elenco de los 2000's X Siempre e interpretó los temas Misión S.O.S junto a Naidelyn Navarrete y Alegrijes y Rebujos.
- El 26 de agosto del 2023 en Monterrey Roxana Puente se integró al elenco de los 2000's X Siempre e interpretó junto a Violeta Isfel, Daniela Ibáñez y Nashla los temas Superstars, Quiero, Quiero y Las Divinas.
- El 26 de agosto del 2023 en Monterrey Tatiana se integró al elenco de los 2000's X Siempre e interpretó los temas Carita de Ángel junto a Daniela Aedo, Gotita de Amor y Azul Como el Cielo junto a Naidelyn Navarrete, Grisel Margarita, Martha Sabrina y Daniela Aedo.

### Álbum en vivo
En mayo de 2022 se anunció que el primer concierto en la Arena CDMX del 10 de junio de 2022, sería grabado para su posterior lanzamiento en CD + DVD así como en  todas las plataformas digitales.
El 27 de enero de 2023 se lanzan en plataformas digitales los primeros seis sencillos del álbum, siendo los siguientes: Afortunadamente no eres tu, Sin Despertar, Dime Ven, Aún Hay Algo / Tras de Mi, No Me Digas Que No y Mi Primer Millón.
El álbum 2000's Pop Tour fue publicado en plataformas digitales el 10 de febrero de 2023 con el setlist íntegro, salvo la participación especial de Iskander.

## 2000's X Siempre
El 11 de julio de 2023, a través de las redes sociales del 2000's Pop Tour se anunció una sorpresa para el día siguiente utilizando el hashtag #2000sXSiempre y con un video que mostraba las entradas de telenovelas infantiles de la década de los 2000's.
En los días siguientes se confirmó el elenco que estaría de invitado en los conciertos de la Ciudad de México y Monterrey en agosto de 2023, así como en el concierto de Guadalajara en noviembre: Martín Ricca, Naydelín Navarrete, Grisel Margarita, Daniela Aedo, Roberto Marín, Ramiro Torres, Martha Sabrina, Fabián Chávez, Violeta Isfel, Daniela Ibáñez y Nashla Aguilar, todos ellos representando las telenovelas Amigos X Siempre, Aventuras en el Tiempo, Carita de Ángel, Cómplices al Rescate y Atrévete a Soñar. Así mismo se confirmó también la participación de La Nueva Banda Timbiriche, conformada por Brissia Mayagoitia, Fernanda Arozqueta, Gaby Sánchez, Lalo Brito, Taide Rodríguez y Yurem Rojas. El 31 de julio de 2023 se confirmó finalmente la participación de Daniela Luján, quien protagonizara con Martín Ricca las telenovelas El Diario de Daniela y Cómplices al Rescate. Aunque Belinda también será artista invitada en el concierto de Guadalajara, aún no se confirma si compartirá el escenario con sus excompañeros de telenovela.
El 5 de agosto de 2023 se anunció la gira 2000's X Siempre, como proyecto independiente al 2000's Pop Tour, con una fecha de inicio tentativa del 15 de marzo de 2024. El elenco y número de fechas aún no ha sido confirmado. El 10 de agosto de 2023 se anunció una fecha aún más cercana a la anunciada inicialmente, 12 de octubre, con la cual se arrancará la gira oficialmente en el Pepsi Center de la Ciudad de México. El mismo día se confirmó la participación de Daniela Luján en esta gira.
El 11 de agosto de 2023 por medio de Instagram, Miguel Martínez, actor de las telenovelas Alegrijes y Rebujos, Misión S.O.S. y Atrévete a Soñar confirmó su participación en la gira.
El 12 de agosto de 2023 por medio de Instagram, Roberto Carlo, actor de Atrevete a Soñar confirmó su participación en la gira.
El 22 de septiembre de 2023, por medio de Instagram, Roxana Puente, actriz de Atrevete a Soñar, confirmó su participación en la gira.

## Fechas de la gira
| Fecha                    | Ciudad           | País   | Lugar                  | Notas |
| ------------------------ | ---------------- | ------ | ---------------------- | --- |
| 10 de junio de 2022      | Ciudad de México | México | Arena Ciudad de México | Artista Invitado: Iskander Se filma para su lanzamiento en DVD |
| 8 de julio de 2022       | Monterrey        | México | Arena Monterrey        | |
| 20 de agosto de 2022     | Guadalajara      | México | Auditorio Telmex       | Artistas invitados: Iskander y Alexander Acha |
| 4 de noviembre de 2022   | Monterrey        | México | Arena Monterrey        | Artista Invitado: Belinda |
| 17 de noviembre de 2022  | Ciudad de México | México | Arena Ciudad de México | Último concierto de Dulce María, Bacilos y Playa Limbo Artista Invitado: Belinda |
| 24 de febrero de 2023    | Ciudad de México | México | Arena Ciudad de México | María León se integra a la gira. Fanny Lu se presenta. Artistas invitados: Belinda, JotDog y María Daniela y su Sonido Lasser |
| 25 de febrero de 2023    | Puebla           | México | Auditorio GNP          | Artistas invitados: Belinda, JotDog y María Daniela y su Sonido Lasser Fanny Lu se presenta. |
| 28 de abril de 2023      | Monterrey        | México | Arena Monterrey        | Artistas invitados: Belinda, Genitallica, María Daniela y su Sonido Lasser |
| 5 de agosto de 2023      | Ciudad de México | México | Arena Ciudad de México | Artistas invitados: Álex Ubago y 2000's X Siempre (Violeta Isfel, Daniela Ibáñez, Nashla Aguilar, Daniela Aedo, Martín Ricca, Daniela Lujan, Fabián Chávez, Naydelin Navarrete, Grisel Margarita, Roberto Marín, Ramiro Torres, Martha Sabrina, La Nueva Banda) Kalimba y Pee Wee se presentan. María León no se presenta.                                 |
| 26 de agosto de 2023     | Monterrey        | México | Arena Monterrey        | Artistas invitados: 2000's X Siempre (Violeta Isfel, Daniela Ibáñez, Nashla Aguilar, Roxana Puente, Miguel Martínez, Daniela Aedo, Martín Ricca, Daniela Lujan, Fabián Chávez, Naydelin Navarrete, Grisel Margarita, Roberto Marín, Ramiro Torres, Martha Sabrina, Tatiana, La Nueva Banda) Genitallica y Pee Wee se presentan. María León no se presenta. |
| 10 de noviembre del 2023 | Guadalajara      | México | Auditorio Telmex       | Artistas invitados: Belinda y 2000's X Siempre (Violeta Isfel, Daniela Ibáñez, Nashla Aguilar, Roxana Puente, Roberto Carlo, Miguel Martínez, Daniela Aedo, Martín Ricca, Daniela Lujan, Fabián Chávez, Naydelin Navarrete, Grisel Margarita, Roberto Marín, Ramiro Torres, Martha Sabrina, La Nueva Banda)                                                |
| 6 de abril de 2024       | Acapulco         | México | Auditorio GNP          | |

### Fechas reprogramadas
| Fecha                | Ciudad      | País   | Lugar            | Notas |
| -------------------- | ----------- | ------ | ---------------- | --- |
| 4 de febrero de 2023 | Guadalajara | México | Auditorio Telmex | Reprogramado para el 22 de junio del 2023 por problemas de logísticas; se reprograma nuevamente para el 10 de noviembre de 2023 |